# 朱紱 (順治進士)
朱紱，字五任，江西進賢人。清朝政治人物。同進士出身。
順治六年（1649年），登進士，改庶吉士。散館改監察御史。官至左僉都御史。